# Fisker Ocean
Fisker Ocean – elektryczny samochód osobowy typu SUV klasy średniej produkowany przed amerykańskie przedsiębiorstwo Fisker w latach 2022–2024.

## Historia i opis modelu

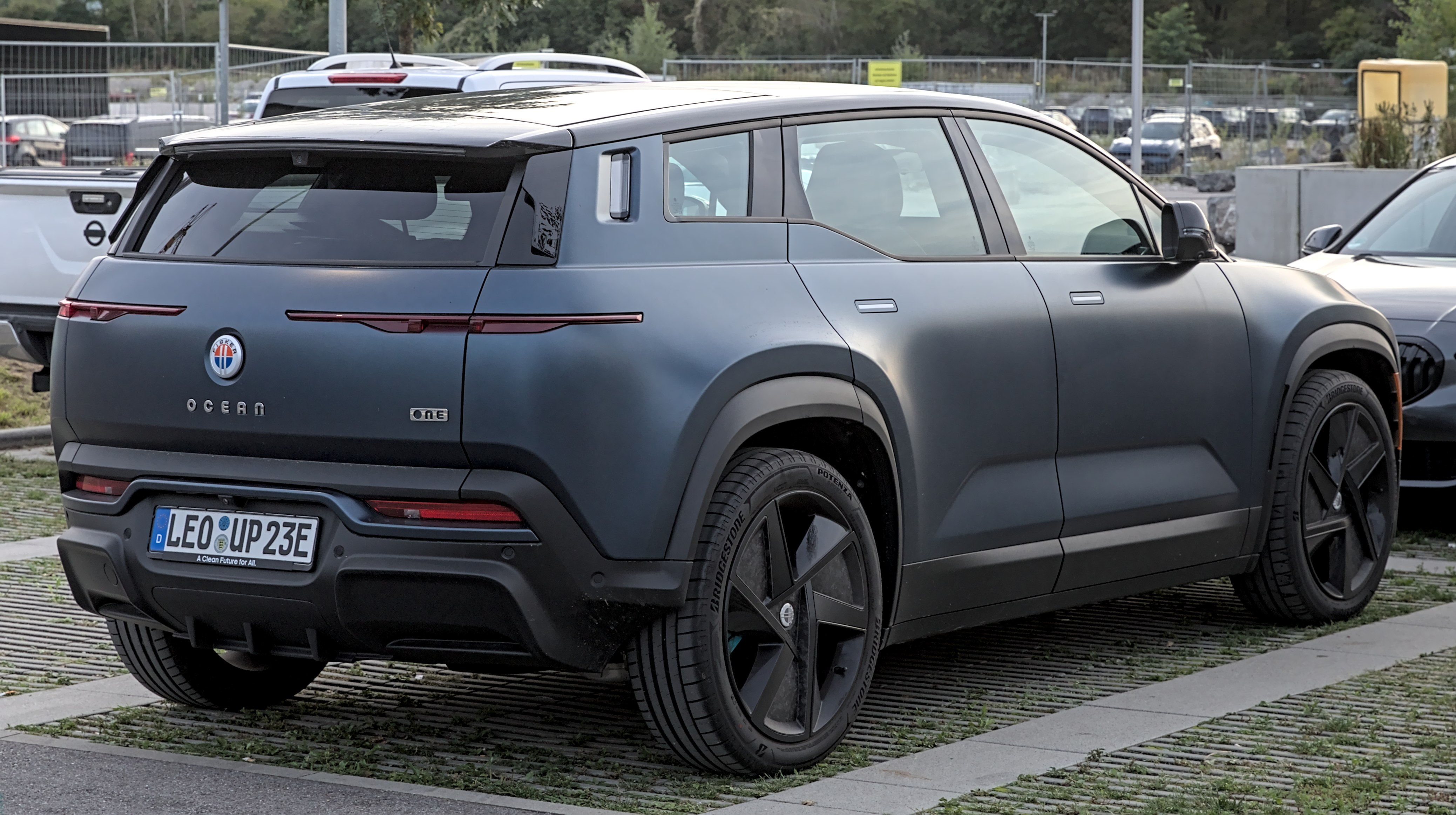
Fisker Ocean - tył

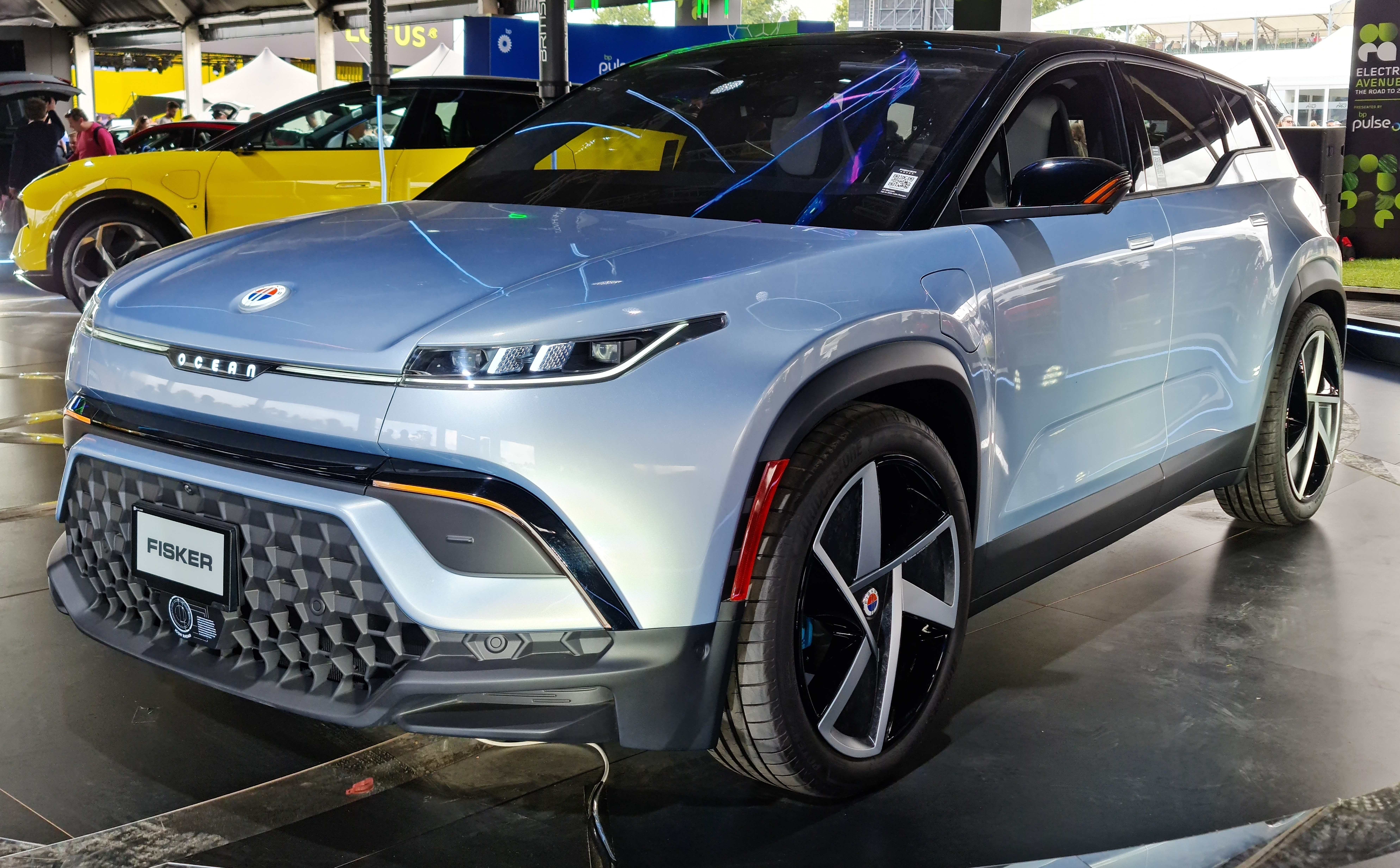
przedprodukcyjny Fisker Ocean

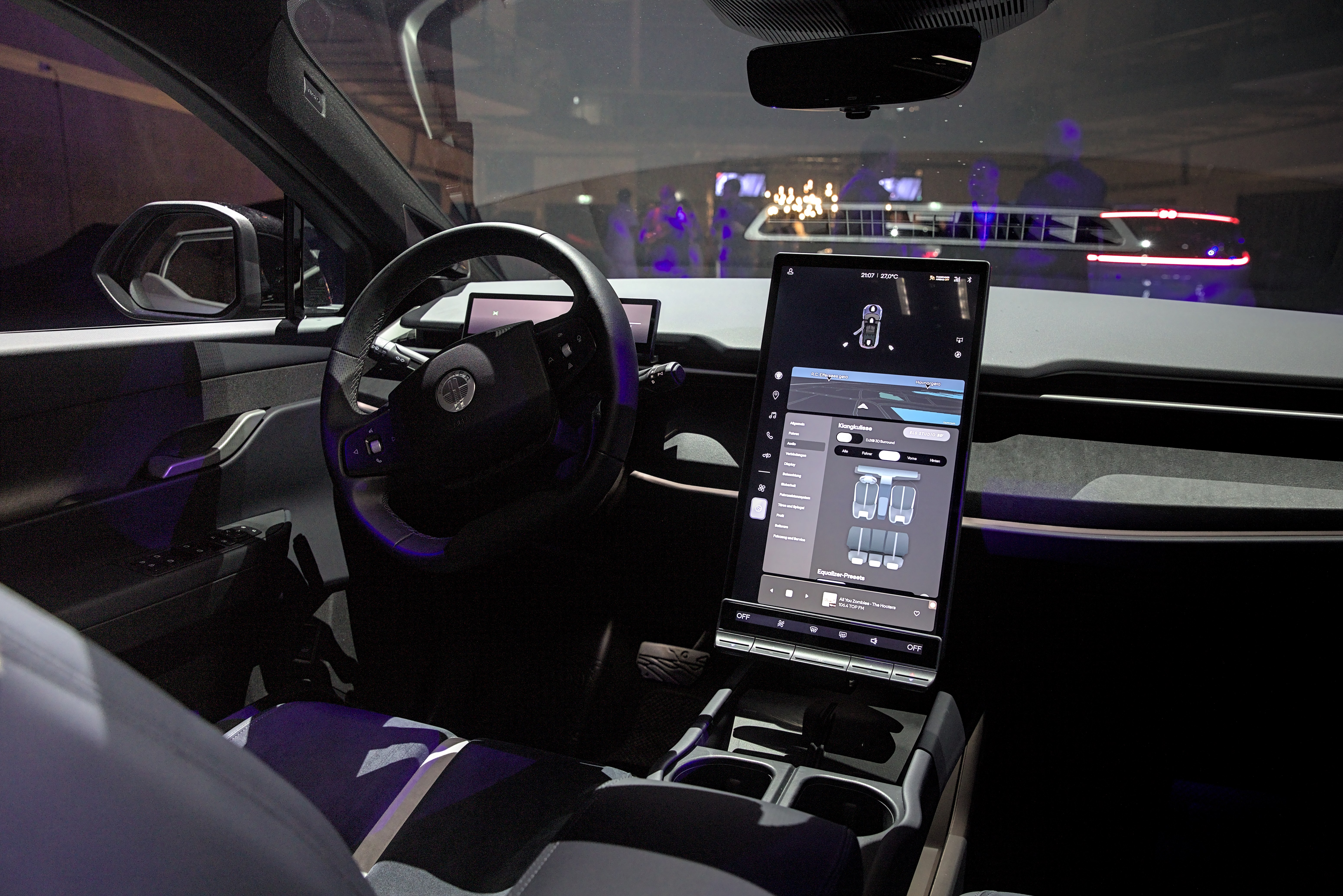
Fisker Ocean - kokpit

W listopadzie 2019 roku Fisker ogłosił plany wdrożenia do produkcji swojego pierwszego SUV-a z elektryczym z napędem o nazwie Ocean. Oficjalna prezentacja pojazdu odbyła się w styczniu 2020 roku, w przedprodukcyjnej postaci mogącej przejść kosmetyczne zmiany w toku przygotowania do seryjnej produkcji. Samochód utrzymano w futurystycznej koncepcji stylistycznej autorstwa Henrika Fiskera. Charakterystycznym elementem stały się duże koła z muskularnymi nadkolami, niewielka powierzchnia szyb z wysoko poprowadzoną krawędzią, a także przeszklony dach z umieszczonym na nim panelami słonecznymi pozyskującymi dodatkową energię dla układu elektrycznego. Charakterystycznymi detalami stały się wąskie, wysoko osadzone reflektory, podświetlany napis z nazwą modelu pomiędzy nimi, a także strzeliste lampy tylne wzbogacone dodatkowym kloszem w słupku mającym lepiej eksponować kierunkowskazy z bocznej perspektywy. Kolejnym nietypowym rozwiązaniem został także system tzw. "California Mode", który umożliwia za pomocą jednego przycisku opuścić wszystkie szyby - nie tylko w drzwiach, ale także w bagażniku oraz tylnej klapie.
Przy okazji prezentacji finalnej, przeznaczonej do seryjnej produkcji Fiskera Ocean w listopadzie 2021 roku na Los Angeles Auto Show, przedstawiono zarazem nieznany dotąd projekt kabiny pasażerskiej. Utrzymana w minimalistycznym wzornictwie, została zdominowana przez 17,1-calowy ekran dotykowy systemu multimedialnego, który może się obrócić w zakresie 90 stopni. Tuż pod nim umieszczono dolny pas z przyciskami do sterowania podstawowymi funkcjami pojazdu, a kolejny ekran o przekątnej 9,8 cala pełniący funkcję cyfrowych zegarów znalazł się przed kierowcą. Także i w kabinie pasażerskiej zastosowano nietypowe rozwiązania, na czele z wysuwaną i rozkładaną tacą na np. jedzenie, która wysuwa się z krawędzi podłokietnika dla kierowcy i pasażera.

### Sprzedaż
W październiku 2020 roku Fisker ogłosił zawarcie umowy z austriackim kontraktowym producentem samochodów Magna Steyr w sprawie produkcji pojazdu w zakładach w Graz. Ostatecznie, seryjna produkcja rozpoczęła się dwa lata później, w listopadzie 2022 roku. Poza rodzimym rynkiem amerykańskim, samochód powstał z myślą także o rynku europejskim, na czele z Niemcami, Wielką Brytanią, Norwegią i Danią. W momencie premiery z końcem 2022 roku, ceny w Stanach Zjednoczonych rozpoczęły się od 37 499 dolarów amerykańskich za wariant Sport, poprzez 49 999 dolarów za wersję Ultra i 69 000 dolarów za topowe Extreme. Pierwszy egzemplarz dostarczono do nabywcy w ojczyźnie Henrika Fiskera, w Danii, na 8 miesięcy po uruchomieniu produkcji - w czerwcu 2023.

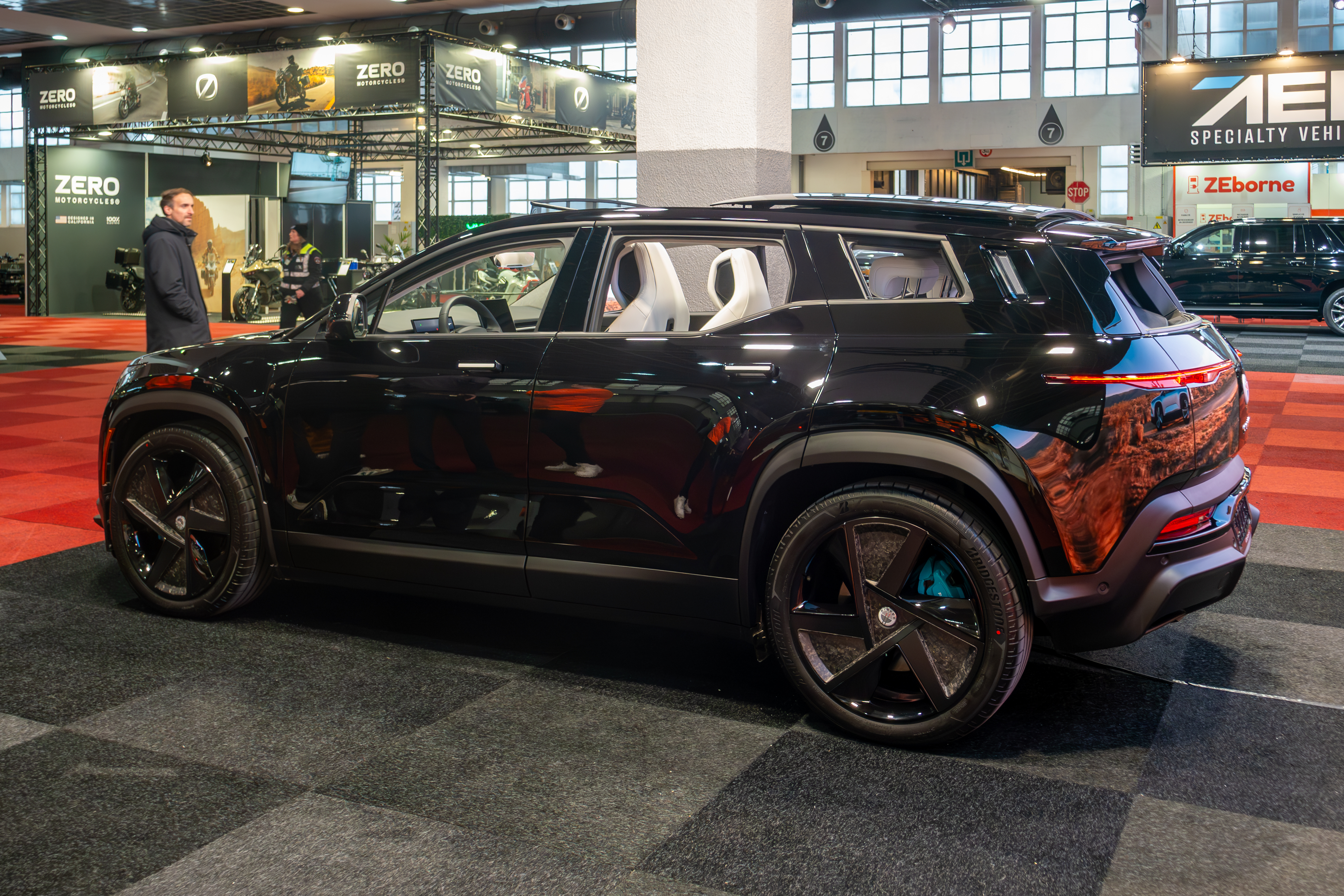
Fisker Ocean w "California Mode"

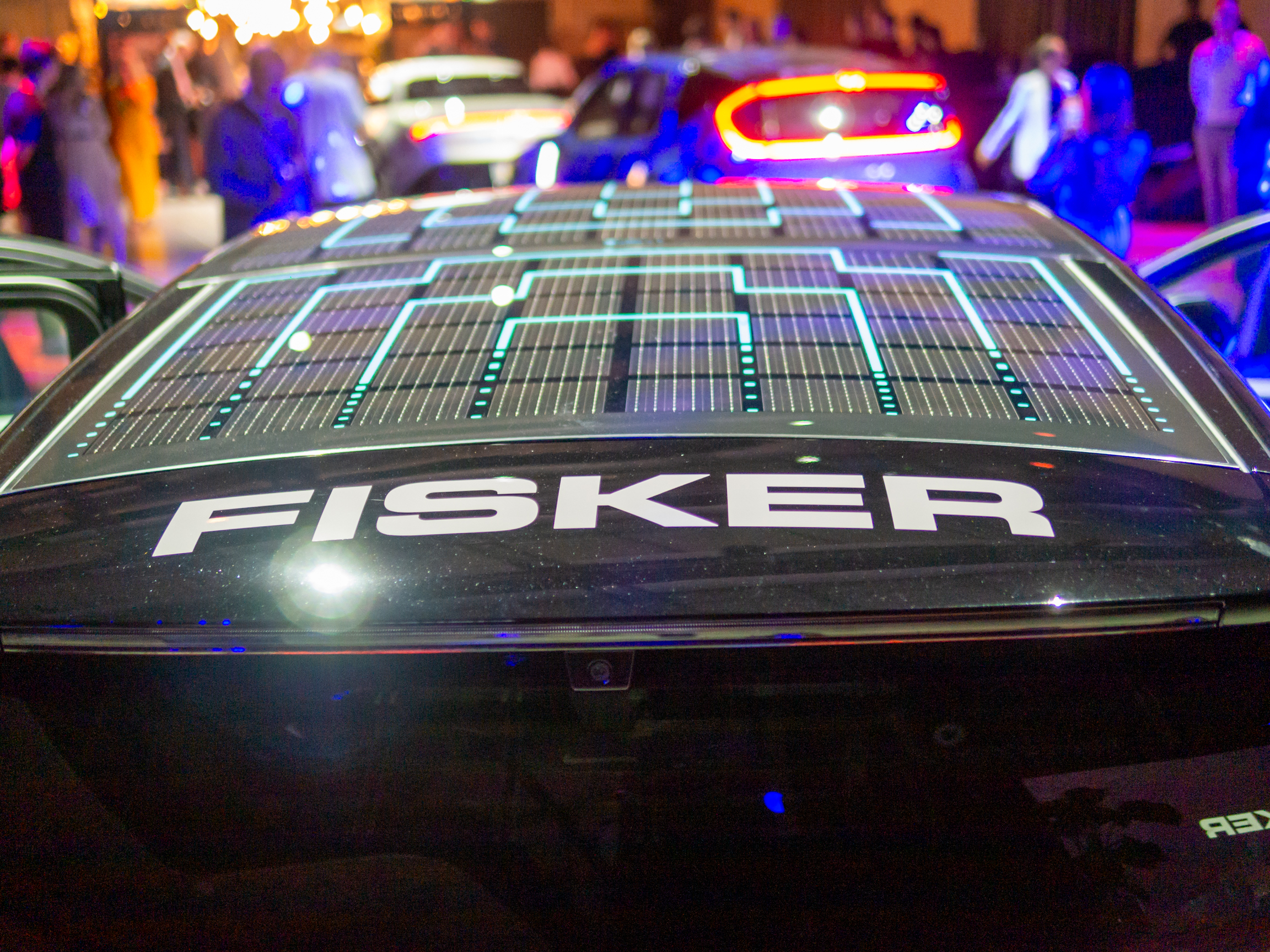
Fisker Ocean - panele słoneczne na dachu

W ciągu pierwszego roku produkcji Fisker sprzedawał Oceana na głównym amerykańskim poprzez model sprzedaży bezpośredniej, by w styczniu 2024 porzucić to i rozpocząć dystrybucję w tradycyjny sposób - za pomocą stacjonarnych punktów sieci dealerów. Na początku lutego 2024 jeden z najpopularniejszych YouTuberów technologicznych, Marques Brownlee, opublikował krytyczny test Fiskera Ocean, w którym wskazał niedopracowane oprogramowanie i jego krytyczny wpływ na bezpieczne korzystanie z samochodu. Samochodu użyczył prywatny dealer Mitsubishi z Trenton w New Jersey, który zrobił to niezależnie od oficjalnych kanałów komunikacji z Fiskerem. Jeszcze przed publikacją testu wywołało to opór firmy, która sama chciała przekazać samochód do testów, ale dopiero po wgraniu aktualizacji wadliwego oprogramowania - znając błędy w jego funkcjonowaniu. Prośba o wstrzymanie się z publikacją testu wadliwego samochodu podsyciła krytyczną postawę Brownlee'go, a jego test zdobył dużą popularność w internecie i wpłynął na spadek notowań Fiskera na nowojorskiej giełdzie o ponad 8,6% w dniu publikacji i kolejne 5,4% w kolejnych dniach.
Lutowy skandal był preludium do załamania się sytuacji firmy Fisker, która z racji braku wystarczających środków na dalszą działalność i niepowodzenia w poszukiwaniach inwestora była zmuszona wstrzymać produkcję Oceana w marcu 2024. Tuż po tym rozpoczęto wyprzedaż samochodów w Stanach Zjednoczonych, obniżając cenę za bazowy egzemplarz o 36%, z 38 999 do 24 999 dolarów. Choć między 2020 a 2024 rokiem Fisker zgromadził 40 tysięcy zamówień na Oceana, firma dostarczyła jedynie 6 tysięcy samochodów między 2023 a 2024 rokiem, a większość rezerwacji odwołano.

### Dane techniczne
| Wariant                    | Ocean One            | Ocean Extreme           | Ocean Ultra             | Ocean Sport             |
| -------------------------- | -------------------- | ----------------------- | ----------------------- | ----------------------- |
| Przeniesienie napędu       | AWD                  | AWD                     | AWD                     | FWD                     |
| Typ baterii                | NMC                  | NMC                     | NMC                     | LFP                     |
| Pojemność baterii          | 106,5 kWh            | 106,5 kWh               | 106,5 kWh               | 71 kWh                  |
| Zasięg rzeczywisty         | 530 km               | 520 km                  | 535 km                  | 360 km                  |
| Przyspieszenie 0-100 km/h  | 3,9 sekundy          | 3,9 sekundy             | 4,2 sekundy             | 7,4 sekundy             |
| Prędkość maksymalna        | 205 km/h             | 205 km/h                | 200 km/h                | 160 km/h                |
| Moc maksymalna             | 468 KM               | 468 KM                  | 468 KM                  | 275 KM                  |
| Maksymalny moment obrotowy | 693 Nm               | 693 Nm                  | 693 Nm                  | 386 Nm                  |
| Dostępność rynkowa         | Marzec-grudzień 2023 | Marzec 2023–Marzec 2024 | Marzec 2023–Marzec 2024 | Marzec 2023–Marzec 2024 |